# Sałata tatarska
Sałata tatarska (Lactuca tatarica (L.) C.A.Mey.) – gatunek rośliny należący do rodziny astrowatych, z sekcji Mulgedium w obrębie rodzaju Lactuca. Występuje w Ameryce Północnej, Azji i południowo-wschodniej Europie, poza tym zawlekany i zadomowiony, m.in. nad Bałtykiem. Zasiedla siedliska ruderalne, jest chwastem na polach, rośnie w miejscach zasolonych, nad morzami, rzekami i jeziorami, na wydmach i w miejscach żwirowych.

## Rozmieszczenie geograficzne
Sałata tatarska rośnie na rozległych obszarach Azji od Chin, Mongolii i Syberii poprzez Azję Środkową i północne Indie, Pakistan i Afganistan po rejon Kaukazu. W Europie naturalny zasięg obejmuje wschodnią i południowo-wschodnią część kontynentu na północ od Morza Czarnego po Bułgarię na zachodzie. W Ameryce Północnej gatunek jest szeroko rozprzestrzeniony od Alaski na północy po Kalifornię i Teksas na południu.
Jako gatunek zawleczony rozprzestrzenia się od początków XX wieku wzdłuż wybrzeży Morza Bałtyckiego i Północnego oraz na siedliskach ruderalnych w części kontynentalnej Europy Środkowej.
W Polsce rośnie na wybrzeżu bałtyckim w zachodniopomorskim oraz notowany bywa na terenach kolejowych w południowo-wschodniej części kraju.
W górach Azji rośnie do rzędnej 4300 m n.p.m.

## Morfologia

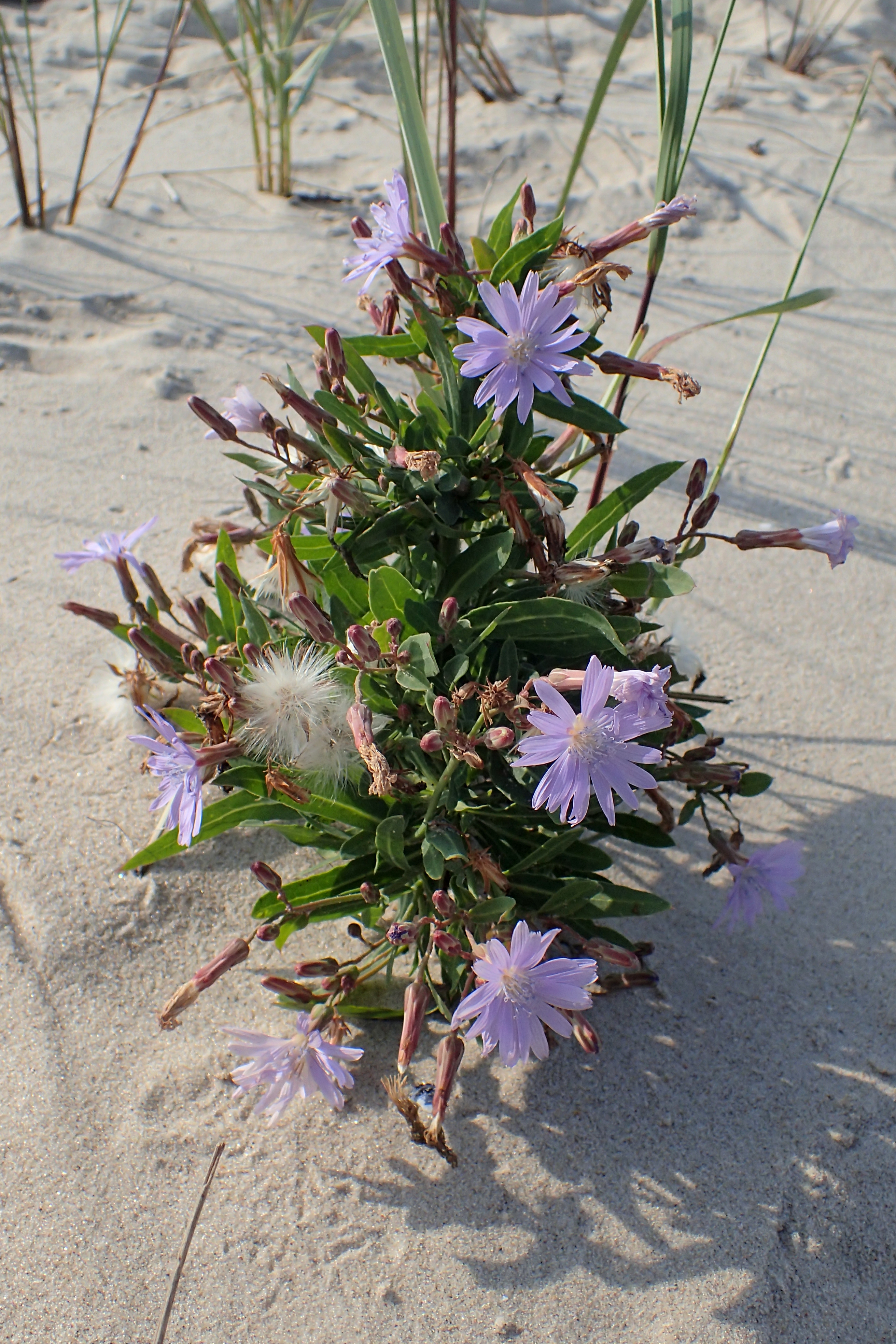
Pokrój

ŁodygaSztywna, prążkowana osiąga od kilku cm do ponad 80 cm wysokości, naga.
Organy podziemneKorzeń główny osiąga ponad 5 m głębokości, a na korzeniach bocznych rozwijają się pąki pozwalające na rozwój odrośli korzeniowych.
LiścieSkupione głównie w dolnej części pędu, szarozielone do sinych, dość tęgie, nagie, ewentualnie za młodu krótkotrwale pokryte pajęczynowatymi włoskami. Mają kształt podługowaty do równowąskiego i wymiary 6–19 × 2–6 cm. U nasady są zwężone, blaszka bywa pierzastodzielna, lirowata i nierówno ząbkowana do równowąskiej. Górne liście obejmują nasadą łodygę, dolne mają oskrzydlone ogonki.
KwiatyZebrane w koszyczki, a te w rozgałęziony kwiatostan złożony typu wiechy lub grona. Okrywa koszyczka w kształcie walcowatym, z wiekiem szersza, dzwonkowata, o długości do 1,5 cm. Kwiaty niebieskofioletowe.
OwoceRównowąskie niełupki z dobrze rozwiniętym puchem kielichowym.

## Biologia i ekologia
Bylina. Kwitnie od maja do października. Rośnie na plażach nadmorskich, na wydmach, brzegach rzek i jezior, skrajach pól, terenach o podłożu żwirowym. Jest halofitem fakultatywnym.
Roślina zawiera trujący sok mleczny.
Liczba chromosomów 2n = 18.

## Zmienność
Podgatunek nominatywny Lactuca tatarica subsp. tatarica występuje w Eurazji. Rośliny z Ameryki Północnej zaliczane są do podgatunku Lactuca tatarica subsp. pulchella (Pursh) Stebbins.